# Michail Jakimowitsch
Michail Iwanawitsch Jakimowitsch (belarussisch Міхаіл Іванавіч Якімовіч, russisch Михаил Иванович Якимович, Michail Iwanowitsch Jakomowitsch; * 12. Dezember 1967 in Sluzk) ist ein ehemaliger belarussischer Handballspieler auf der halblinken Position.
Jakimowitsch begann beim SKA Minsk. Dort gewann er 1986, 1988 und 1989 die Meisterschaft, 1987, 1989 und 1990 die EHF Champions League, 1988 den Europapokal der Pokalsieger und stand 1992 noch einmal im Finale um den IHF-Pokal. Nach seinem Wechsel zu CB Cantabria Santander gewann er dort weiterhin 1993 und 1994 die spanische Meisterschaft, 1995 die Copa del Rey de Balonmano, 1997 und 1998 die Copa ASOBAL, 1993 und 1995 den spanischen Supercup, 1993 den EHF-Pokal, 1998 den Europapokal der Pokalsieger sowie als Höhepunkt 1994 erneut die EHF Champions League. Mit SDC San Antonio gewann er 2002 die spanische Meisterschaft, 2001 die Copa del Rey de Balonmano, 2000 und 2004 den Europapokal der Pokalsieger, 2000 die Vereins-EM und schließlich 2001 noch einmal die EHF Champions League.
Bei insgesamt zehn Europapokalsiegen gewann Jakimowitsch also fünf Mal den Europapokal der Landesmeister bzw. die Champions League.
Wie Mateo Garralda, José Javier Hombrados, Nikola Karabatić und Siarhei Rutenka gelang ihm dies mit drei verschiedenen Vereinen.
Michail Jakimowitsch wurde mit der Sowjetischen Nationalmannschaft 1990 Vize-Weltmeister. Er gewann mit der GUS bei den Olympischen Spielen 1992 in Barcelona Gold. Mit Belarus nahm er an der Europameisterschaft 1994 sowie der Weltmeisterschaft 1995 teil, wo er mit 57 Treffern Dritter der Torschützenliste wurde.